# Stazione di Boston Sud
La stazione di Boston Sud (in inglese: Boston South Station), più comunemente nota come South Station è la più grande stazione della città di Boston, uno dei due scali principali, insieme alla Stazione di Boston Nord. Fu inaugurata nel 1899.

## Movimento
La stazione è servita dalle linee Fairmount, Framingham/Worcester, Franklin, Greenbush, Kingston/Plymouth, Middleborough/Lakeville, Needham e Providence/Stoughton del servizio ferroviario suburbano MBTA Commuter Rail.